# Brinquedo de miriti em Abaetetuba
O brinquedo de miriti em Abaetetuba é um objeto feito artesanalmente utilizando a fibra miriti, é um dos símbolos culturais do evento religioso paraense Círio de Nazaré; uma atividade tradicional de herança indígena realizada na cidade brasileira de Abaetetuba (Pará), cidade da região do Baixo Tocantins conhecida pelo cognome "a capital mundial do brinquedo de Miriti".

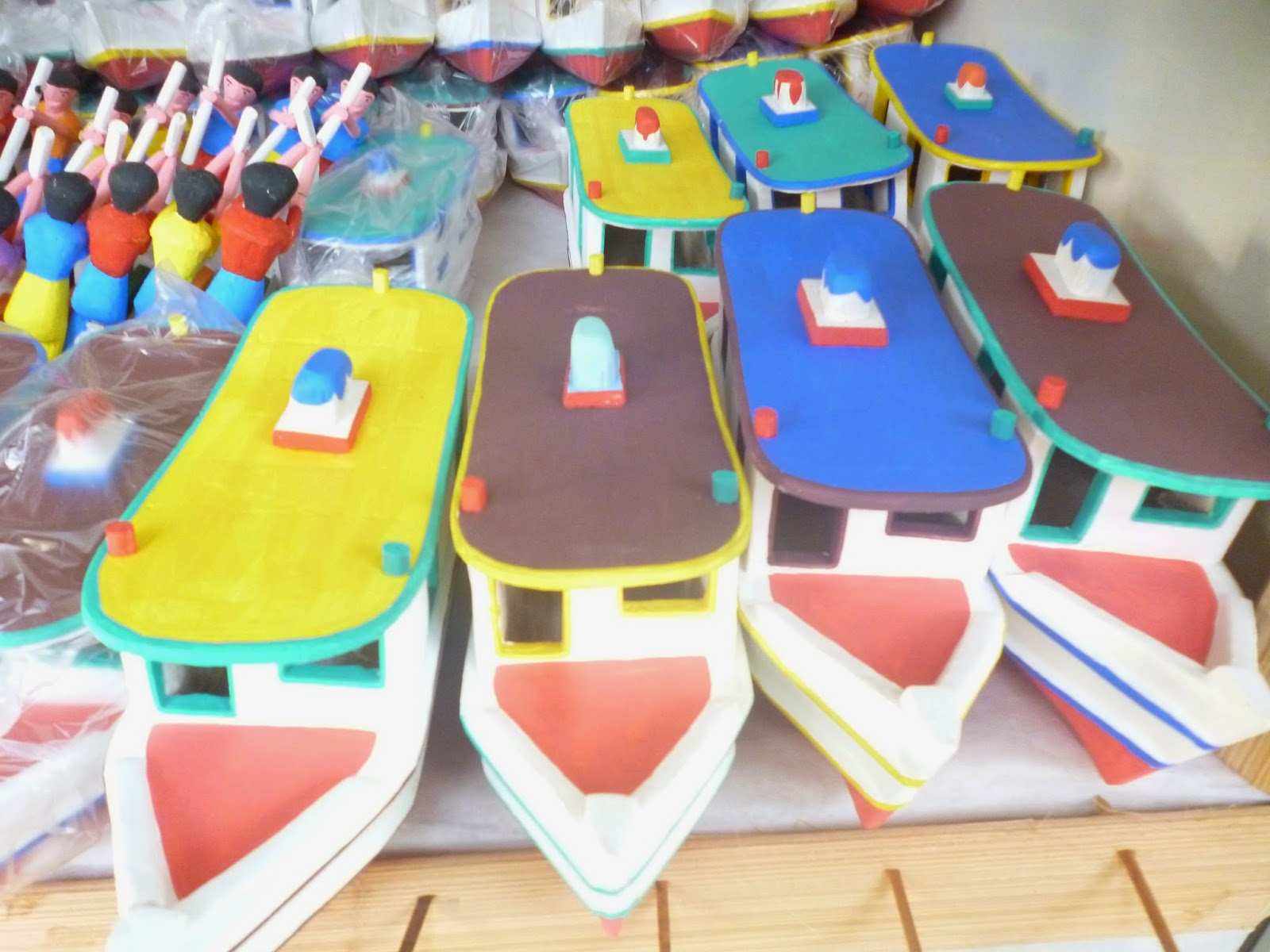
Brinquedos expostos durante a Feira do Artesanato de Miriti 2014.

O miriti (do tupi "mburi'ti") é conhecido como o “isopor natural da Amazônia”, uma fibra leve da palmeira miritizeiro/buritizeiro (nativa das áreas alagadiças da Amazônia). A história do miriti se confunde com a história da cidade paraense, uma palmeira que tem forte ligação com a vida do abaetetubense, é conhecida como a árvore da benção ou árvore santa pois dela tudo se aproveita, é uma importante fonte de renda.
Foi criado na cidade de Abaetetuba o Festival de Miriti, conhecido como MiritiFest, com o intuito de evidenciar a produção do brinquedo e para fins comerciais.

## Associações
Existem na região algumas associações:
- Instituto Multicultural Miritis da Amazônia (IMA), criado em 2021 pelo mestre Riva em Abaetetuba, espaço de referência sobre o artesanato feito com miriti, com informações sobre a história e produtos deste símbolo cultural.[2]
- Associação Arte Miriti de Abaetetuba (Miritong),[5][6] criado por Valdeli da Costa Alves, que organiza parte da produção da cidade, ministra oficinas nas ilhas vizinhas e, discute o replantio sustentável do Miriti.[5]
- Associação dos Artesãos de Brinquedos e Artesanatos de Miriti de Abaetetuba (ASAMAB).[6]